# Miguel Campins
Miguel Campins y Aura (Alcoy, 18 de marzo de 1880-Sevilla, 16 de agosto de 1936) fue un militar africanista español del Arma de infantería y autor de un libro inédito sobre la Academia Militar de Zaragoza. Al comienzo de la guerra civil fue ejecutado por la facción del ejército sublevado. Su muerte fue ordenada por el general Gonzalo Queipo de Llano, quien buscaba desairar al general Franco, amigo de Campins desde que ambos fueron director y subdirector de la Academia Militar de Zaragoza, respectivamente.

## Biografía
Hijo del teniente de Infantería Miguel Campins Cort y Juana Concepción Aura Calvo. A los cinco años de edad pierde a su madre y su hermano menor debido a la epidemia de cólera. Al año siguiente, su padre solicita prestar servicio en Cuba donde ya había estado destinado con anterioridad.
Tras regresar a España a cargo de su tío materno, Campins ingresa en el Colegio Preparatorio Militar de Trujillo en 1896 con vistas a preparar su ingreso en la Academia de Infantería de Toledo a la que accede en 1897 con muy buenos resultados en el examen de ingreso.
La guerra de Cuba modifica los planes de estudios de las Academias Militares dada la necesidad de oficiales para los conflictos de ultramar y Campins se incorpora al Regimiento de Infantería de Asia n.º 55 acantonado en Figueras como teniente 2.º. Asciende a teniente 1.º en 1903 y es destinado a Barcelona, siendo condecorado con una Cruz de 1.ª Clase al Mérito Militar en 1906. Tras 2 años de servicio en Canarias, realiza las pruebas de ingreso en la Escuela Superior de Guerra. Para realizar sus prácticas, se le destina al Grupo de Escuadrones de Caballería de Ceuta en 1911, del que es reclamado primero para volver a la península ibérica y más tarde toma el mando del 1.er Escuadrón del Regimiento de Caballería de Alcántara el 11 de diciembre de 1911.

### Guerra del Rif (1911-1915)
Durante la campaña del Kert, es citado numerosas veces en los partes como oficial destacado, recibiendo una Cruz de 1.ª Clase al Mérito Militar con distintivo rojo y una Cruz de María Cristina. Más tarde pasa a la Capitanía General de Melilla y posteriormente a labores burocráticas en el Depósito de la Guerra a partir de 1913. Es destinado nuevamente a África en 1914 formando parte de la campaña de Larache como Capitán de la 3.ª Compañía del Batallón de Cazadores nº10 Las Navas, destino provisional que pasa a definitivo durante la campaña. Dados sus méritos de guerra —en el plazo de 2 años se le propone 2 veces como apto para el ascenso— en 1915 asciende a comandante con antigüedad desde el año anterior en el que destacó en los combates de Kessiba.

### Intermedio peninsular (1915-1921)
Se incorpora como comandante del 3.er Batallón del Regimiento de Infantería de Vizcaya n.º 51 en Alcoy en 1915. Un año más tarde, ya destinado en Madrid, contrae matrimonio con María de los Dolores Roda Rovira con quien tendrá 3 hijos en los años siguientes. En 1918 es destinado a Oviedo y ascendido a Comandante Mayor del Regimiento de Infantería del Príncipe n.º 3. Es en ese destino donde conoce personalmente al también comandante Franco con quien establece amistad personal.

### De nuevo en África (1921-1926)
Asciende a teniente coronel en 1921 y es destinado a Lérida. En agosto del mismo año se le traslada al Regimiento de Infantería de La Corona n.º 71, de guarnición en Almería (Viator). Tras el desastre de Annual dicha unidad envía un batallón expedicionario a Melilla cuyo jefe fallece en octubre y Campins se presenta voluntario para reemplazarlo.
En 1922 y al mando de su batallón, se incorpora a la columna del general González de Lara y toman las poblaciones de Chemorra, Naar-el-Lal y Dar-el-Quebdani. Bajo órdenes de González de Lara se le asignan las tomas de Erguina y Casas de Fumini por cuya acción recibe la felicitación telegráfica del ministro de la Guerra, el alto comisario y el comandante general del Territorio. Es enviado de vuelta a Almería donde le recibe un ayudante del Rey para felicitarle y más tarde es recibido en audiencia por Alfonso XIII. En diciembre del mismo año el Regimiento de Campins, el Tercio de Extranjeros comandado por Millán Astray y Franco y el Grupo de Fuerzas Regulares de Ceuta n.º 3 bajo el mando de González Tablas y Mola reciben la Medalla Militar de manos del rey.
Es elegido para asistir al curso de aeronáutica para jefes de bases aéreas junto con el comandante Mola en Valdemoro. Poco después realiza el curso de piloto y se le envía a Melilla donde toma parte de operaciones militares sobre Sidi Mesaud como observador. No llega a obtener el título de piloto, pero sí el de observador. Durante ese tiempo, fue trasladado al Batallón de Montaña acuartelado en Ronda siendo nombrado comandante militar de la ciudad.
Es nuevamente enviado a África donde toma parte de las operaciones en la zona de Yebala (1924) y Tetuán (1925). En septiembre forma parte de las tropas que realizan el desembarco de Alhucemas. Todas estas acciones le proponen para el ascenso a coronel, que recibe en 1925.
Tras el fin de la guerra, es reclamado por el ministro de Guerra para formar parte de la Comisión Organizadora de la Academia General Militar que preside su amigo, el comandante Franco. A su llegada a Madrid es condecorado «por sus méritos y cooperación a las operaciones de los ejércitos de ambas naciones en Marruecos el año anterior» con la Legión de Honor.

### Academia General Militar (1927-1931)
Al fundarse la Academia, es nombrado director el general Franco que en 1927 elige a Campins como jefe de estudios y subdirector. A sus órdenes, Campins despliega a los cadetes para detener a la columna sublevada en Jaca cuyo destino es Zaragoza. Si bien no tuvieron que intervenir, la maniobra consigue la felicitación colectiva junto con los otros miembros de la 5.ª Región militar.

### República (1931-1936)
Tras la disolución por sorpresa de la Academia en 1931 es destinado a la 1.ª Brigada de Montaña en Gerona y comienza a escribir su libro sobre la Academia de Zaragoza. Se ve afectado por el decreto de Azaña de 1933 que reorganiza el escalafón militar perjudicando a los militares cuyos ascensos se debían a méritos de guerra. Tras la rectificación del ministro Diego Hidalgo, Campins recupera su puesto en el escalafón y en 1934 se le da el mando del Rgto. de Infantería n.º 5 en Zaragoza.
El triunfo del Frente Popular en las elecciones de 1936 y la vuelta al poder de Azaña introducen un elemento de incertidumbre en la carrera del coronel. Sin embargo, es ascendido a general de brigada en mayo aunque sin mando efectivo, situación que se corrige en julio cuando se le concede la 3.ª Brigada de Infantería y es nombrado comandante militar de Granada.

### Sublevación de julio de 1936
Tras el golpe de Estado del 18 de julio de 1936, ante la falta de información, Campins dudó entre mantener la lealtad al gobierno de la II República o sumarse a los sublevados a quienes finalmente se unió, proclamando el denominado bando de guerra hasta el día 20 de julio. Tras destituir al gobernador civil de la provincia y poner al frente de dicho gobierno al comandante Valdés, las diferencias de criterio entre ambos llevaron a Valdés a enviar un mensaje personal a Queipo de Llano por medio de un teniente de aviación. La acusación proporciona a Queipo la excusa que necesita para castigar al general que se opuso a sus órdenes telefónicas: ordena radiofónicamente la destitución y arresto de Campins sin escucharle, arresto que realiza el propio general ordenando a su subordinado coronel Basilio León Maestre que tome el mando. Trasladado a Sevilla en avión el 4 de agosto, se enfrenta a un Consejo de Guerra sumarísimo con la Causa n.º 122/36. Es juzgado y sentenciado a muerte el 14 de agosto. Queipo de Llano, en aquellos días un verdadero virrey en Andalucía, no atendió la petición de clemencia que le dirigió el general Franco para que le fuera conmutada la pena. Un año después, Queipo de Llano intercedió en favor del general Batet y Franco se vengó negando el indulto solicitado.
La sentencia fue ejecutada el 16 de agosto a las 06:30 horas de la mañana en las murallas del barrio sevillano de la Macarena, frente al actual Parlamento Andaluz. Los asistentes a la ejecución —en su mayoría trabajadores que se dirigían a sus faenas en los tranvías que se pararon obligatoriamente para contemplar la ejecución— ignoraban la identidad del sentenciado, que vestía de paisano y mostró un valor y sangre fría extraordinarios.

## Condecoraciones
- Cruz de 1.ª Clase al Mérito Militar (1906);
- Cruz de 2.ª Clase al Mérito Militar con distintivo rojo (1924);
- Cruz de 3.ª Clase al Mérito Militar (1932, 1934);
- Cruz de M.ª Cristina (1911, 1912, 1927);
- Medalla Militar colectiva al Rgto. de la Corona n.º 71 (1922);
- Oficial de la Legión de Honor francesa (1927);

## Cultura popular
En la serie de televisión Lorca, muerte de un poeta es representado por el actor Alexander Allerson.